# عبد العزيز الحرابي
عبد العزيز الحرابي لاعب كرة قدم سعودي يلعب في نادي النجمة كلاعب وسط.

## مسيرة اللاعب
لعب في نادي الطائي ونادي النجمة.

## وصلات خارجية
عبد العزيز الحرابي على موقع قاعدة بيانات كرة القدم.إي يو (الإنجليزية)
- عبد العزيز الحرابي على موقع Soccerway.com (الإنجليزية)
- عبد العزيز الحرابي على موقع كووورة